# Andrena paucisquama
Andrena paucisquama là một loài Hymenoptera trong họ Andrenidae. Loài này được Noskiewicz mô tả khoa học năm 1924.